# Jan Six (kunsthistoricus)

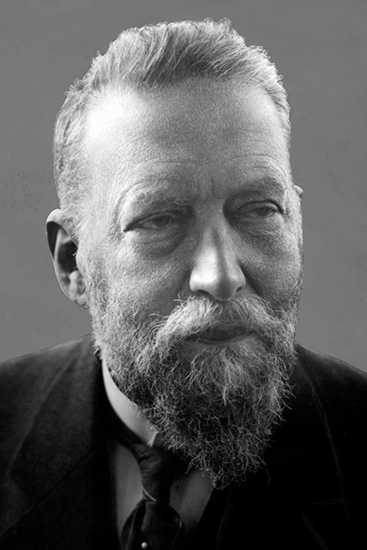
Jan Six

Jan Six, heer van Hillegom en Wimmenum (Amsterdam, 2 februari 1857 – aldaar, 8 december 1926) was een Nederlandse kunsthistoricus.

## Familie

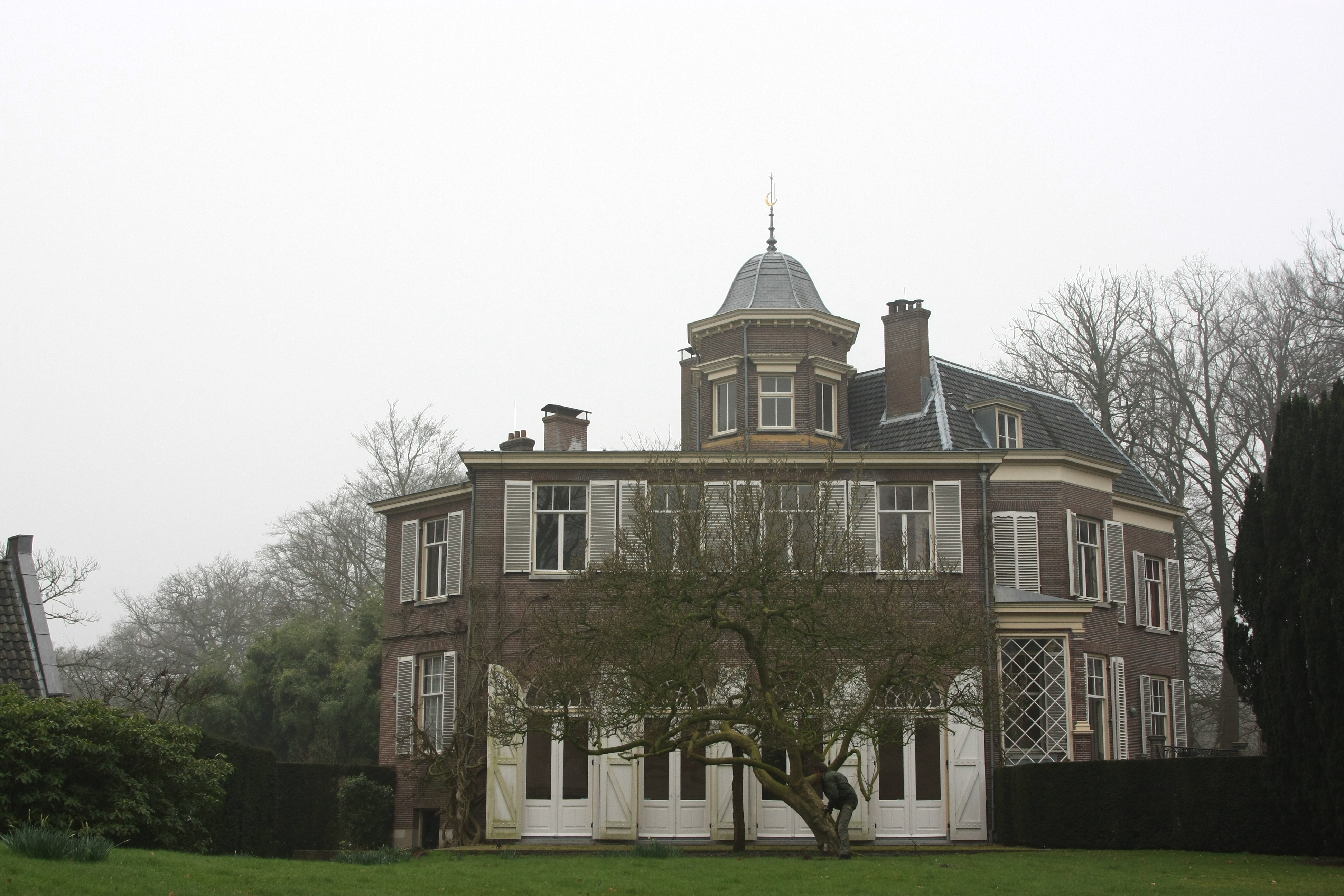
Jagtlust

Jonkheer Jan Six was lid van de familie Six en oudste kind en zoon van Jan Pieter Six, heer van Hillegom en Wimmenum (1824-1899), bestuurder en numismaticus, en Catharina Teding van Berkhout (1834-1887).  Ter onderscheiding van zijn naamgenoten in het geslacht Six geldt hij als Jan Six VI. Hij trouwde in 1890 Hieronijma Maria Antonia Fortuna Bosch Reitz (1867-1951), zus van de kunstschilder Gijs Bosch Reitz (1860-1938). Zij kregen zes kinderen onder wie Pieter Jacob Six (1895-1986). Het echtpaar woonde in Amsterdam en bewoonde tevens de buitenplaats Jagtlust.

## Loopbaan
Six studeerde klassieke letteren aan de Universiteit van Amsterdam (1875-1883). Hij schreef zich ook in aan de Rijksacademie van Beeldende Kunsten. In 1885 promoveerde hij cum laude op het proefschrift De Gorgone met Allard Pierson als promotor.
Six werd in 1889 privaatdocent aan de Universiteit van Amsterdam om onderwijs te geven in de klassieke kunstgeschiedenis. In 1890 werd hij benoemd tot hoogleraar in de algemene kunstgeschiedenis aan de Rijksacademie van Beeldende Kunsten. In 1896 werd hij benoemd tot buitengewoon hoogleraar in de 'aesthetiek en kunstgeschiedenis' aan de Universiteit van Amsterdam als opvolger van Allard Pierson. In 1917 werd deze benoeming omgezet in een gewoon hoogleraarschap. 
In 1906 werd Jan Six gekozen als lid van de Koninklijke Nederlandse Akademie van Wetenschappen (KNAW); opmerkelijk is dat ook zijn grootvader en vader lid waren. 
In 1908 werd hij tijdens een bezoek van de Duitse keizer Wilhelm II benoemd tot ridder 2de klasse van de Kroonorde van Pruisen. Hij was tevens ridder in de Orde van de Nederlandse Leeuw en commandeur in de Orde van Oranje-Nassau.
In 1919 werd Six benoemd tot rector magnificus van de Universiteit van Amsterdam.
Six verzorgde in 1920 de driedelige publicatie Rembrandt's etswerk met daarin de meeste etsen die zijn toegeschreven aan Rembrandt van Rijn, en een begeleidende tekst. Het boekwerk verscheen in een oplage van 300 genummerde exemplaren.

### Six Stichting
In 1922 richtte Six een stichting op waarin de kunst- en andere voorwerpen uit familiebezit (de Collectie Six) werden ondergebracht; het befaamdste stuk uit de collectie is het portret van zijn 17e-eeuwse voorvader Jan Six door Rembrandt.